# Kotschya uniflora
Kotschya uniflora är en ärtväxtart som först beskrevs av Auguste Jean Baptiste Chevalier, och fick sitt nu gällande namn av Frank Nigel Hepper. Kotschya uniflora ingår i släktet Kotschya och familjen ärtväxter. Inga underarter finns listade i Catalogue of Life.